# Клод Роберт Клонинџер
Клод Роберт Клонинџер (енгл. Claude Robert Cloninger, рођен 4. априла 1944.) је амерички психијатар и генетичар познат по својим истраживањима о биолошким, психолошким, друштвеним и духовним основама менталног здравља и менталних болести. Претходно је био професор психијатрије Волас Ренар, био је професор психологије и генетике, као и директор Породичног центра за добробит Сансоне на Универзитету Вашингтон у Сент Луису. Клонинџер је члан програма еволуције, неуронауке и статистичке генетике Одељења за биологију и биомедицинске науке на Универзитету Вашингтон, и признат је као стручњак за лечење опште психопатологије, зависности од супстанци и поремећаја личности. Др Клонингер је тренутно професор емеритус.
Клонинџер је познат по свом истраживању генетике, неуробиологије и развоја поремећаја личности и личности. Он је идентификовао и описао наследне особине личности које предвиђају рањивост на алкохолизам и друге менталне поремећаје у проспективним студијама усвојеника одгајаних одвојено од својих биолошких родитеља. Клонинџер је такође спровео прву студију асоцијације и повезивања у целини генома нормалних особина личности, и развио два широко коришћена алата за мерење личности: тродимензионални упитник личности (TPQ) и инвентар темперамента и карактера (TCI).
Клонинџер је добио награде за животно дело многих академских и медицинских удружења и члан је Института за медицину Националне академије наука. Аутор је или коаутор девет књига и више од четири стотине педесет чланака и високо цитирани психијатар и психолог признат од стране Института за научне информације (ИСИ). Радио је као уређивач у многим часописима.

## Рад

### Инвентар темперамента и карактера
Запажања о личности пружила су Клонинџеру практичан начин да предвиди рањивост на менталне поремећаје. Средином 1980-их развио је општи модел темперамента заснован на генетским, неуробиолошким и неурофармаколошким подацима, уместо да користи факторску анализу понашања или самопроцене као што то обично раде психолози личности. Фокусирао се на структуру способности учења унутар личности, што су дуго прижељкивали социјално-когнитивни психолози. Да би тестирао адекватност свог структурног модела, Клонинџер је упоредио свој модел развоја унутар појединца (тј. онтогенезе) са еволуцијом способности учења у филогенији животиња. Првобитно је описао три димензије темперамента за које је сугерисао да су независно наслеђене: избегавање штете (анксиозно, песимистично наспрам одлазног, оптимистично), тражење новости (импулсиван, раздражљив наспрам крутог, спорог темперамента) и зависност од награде (топло, одобравање - тражење наспрам хладноће, повучено). Ове димензије се мере коришћењем његовог тродимензионалног упитника личности (TPQ).
Студије су брзо показале да је упорност (истрајан, амбициозан наспрам лако обесхрабреног, неуспешног) четврта независно наслеђена димензија темперамента са специфичним можданим склоповима, а не аспект зависности од награде. Ове димензије темперамента су се показале као моћан начин за разликовање подтипова поремећаја личности и рањивости на широк спектар менталних поремећаја. Клонинџер је у почетку био критикован због свођења личности на емоционалне нагоне. На пример, Питер Крамер је у својој књизи Слушајући прозак темпераментни модел личности назвао „ноћном мором хуманисте“.
Исто тако, Клонинџер и његов колега, српски психијатар, Драган Швракић, открили су да сам темперамент не обухвата читав спектар личности. Открили су да, сам по себи, темперамент не може открити да ли је особа зрела или има поремећај личности. У просеку, постојале су разлике у вероватноћи поремећаја личности код људи различите конфигурације темперамента, али се свака конфигурација могла наћи код људи који су ментално здрави, као и код људи који имају поремећај личности. Сходно томе, Клонинџер је идентификовао други домен варијабли личности, користећи карактерне особине за мерење хуманистичког и трансперсоналног стила особе: самоусмереност (поуздана, сврсисходна наспрам окривљавања, бесциљна), кооперативност (толерантна, корисна наспрам предрасуда, осветољубива) и себе - трансценденција (самозаборавна, духовна наспрам самосвесна, материјалистичка). Ове димензије карактера мере компоненте менталне самоуправе појединца и могу снажно мерити присуство и тежину поремећаја личности. Клонинџер често цитира Имануела Канта, који карактер дефинише као „оно што људи намерно праве од себе“. Димензије карактера имају јаке везе са недавно развијеним регионима мозга—као што су фронтални, темпорални и паријетални неокортекс—који регулишу учење чињеница и пропозиција. Насупрот томе, димензије темперамента имају јаку везу са старијим кортико-стријатним и лимбичким системима који регулишу навике и вештине.
Утврђено је да су ове три димензије карактера једнако наследне као и четири димензије темперамента, од којих свака има око 50% наследности у студијама близанаца. Утврђено је да свих седам димензија темперамента и карактера имају јединствене генетске детерминанте и да их регулишу различити мождани системи мерено функционалним снимањем мозга. На сваку димензију утиче сложена интеракција између многих генетских и еколошких варијабли, тако да се личност развија као сложен адаптивни систем. Клонинџеров инвентар темперамента и карактера је у великој мери коришћен у широком спектру клиничких и истраживачких сврха, и цитиран у хиљадама рецензираних публикација. Изградња инвентара на основу генетских и неуробиолошких разматрања доводи у питање традиционалне статистичке претпоставке факторских аналитички изведених инвентара, на које су социјални и когнитивни психолози циљали већ дуги низ година. Срећом, у погледу укупних статистичких информација, постоји велико преклапање између TCI и других мултидимензионалних инвентара личности, осим што другим инвентарима недостаје димензија самотрансцендентности.